# 역대 현감비석군
역대 현감비석군은 대한민국 경기도 과천시 관문동에 있다. 2009년 11월 9일 과천시의 향토유적 제5호로 지정되었다.

## 개요
온온사 입구에는 병자호란 때 관악산 바위굴에 은거하면서 청군과 싸운 현감 김렴조, 명성황후의 친정아버지 민치록 등 과천현감 15명의 선정비가 남아 있다.